# ويليانس دومينغوز فيرنانديز
ويليانس دومينغوز فيرنانديز (بالبرتغالية: Willians Domingos Fernandes‏) (29 يناير 1986 بساو باولو في البرازيل - ) هو لاعب كرة قدم برازيلي في مركز الوسط. لعب مع سانتو أندريه ونادي أودينيزي ونادي إنترناسيونال ونادي فلامنغو ونادي كروزيرو ونادي كورينثيانز.

## روابط خارجية
- ويليانس دومينغوز فيرنانديز على موقع قاعدة بيانات كرة القدم.إي يو (الإنجليزية)
- ويليانس دومينغوز فيرنانديز على موقع Soccerway.com (الإنجليزية)
- ويليانس دومينغوز فيرنانديز على موقع عالم كرة القدم.نت (الإنجليزية)
- ويليانس دومينغوز فيرنانديز على موقع AS.com (الإسبانية)